# Сиулан Шъджоухоу
Сиулан Шъджоухоу (на китайски: 休蘭尸逐侯; на пинин: Xiūlan Shizhouhou) е шанюй на южните хунну, управлявал през 88 – 93 година.

## Живот
Той е син на шанюя Хайлуошъ, управлявал до 55 година, и личното му име е Тунтухъ. През 88 година наследява братовчед си Иту Юлю и управлява като васал на империята Хан. Възползвайки се от лошите реколти на север, той провежда поредица от военни походи с прякото участие на китайски войски и през 93 година нанася окончателно поражение на северните хунну, част от които му се подчиняват, а други се оттеглят на северозапад.
Сиулан Шъджоухоу умира през 93 година и е наследен от братовчед си Ангуо.